# Vermont (Indiana)
Vermont es un área no incorporada ubicada en el condado de Howard en el estado estadounidense de Indiana.

## Geografía
Vermont se encuentra ubicada en las coordenadas 40°29′57″N 86°1′55″O / 40.49917, -86.03194.